# Католицизм на Гуаме

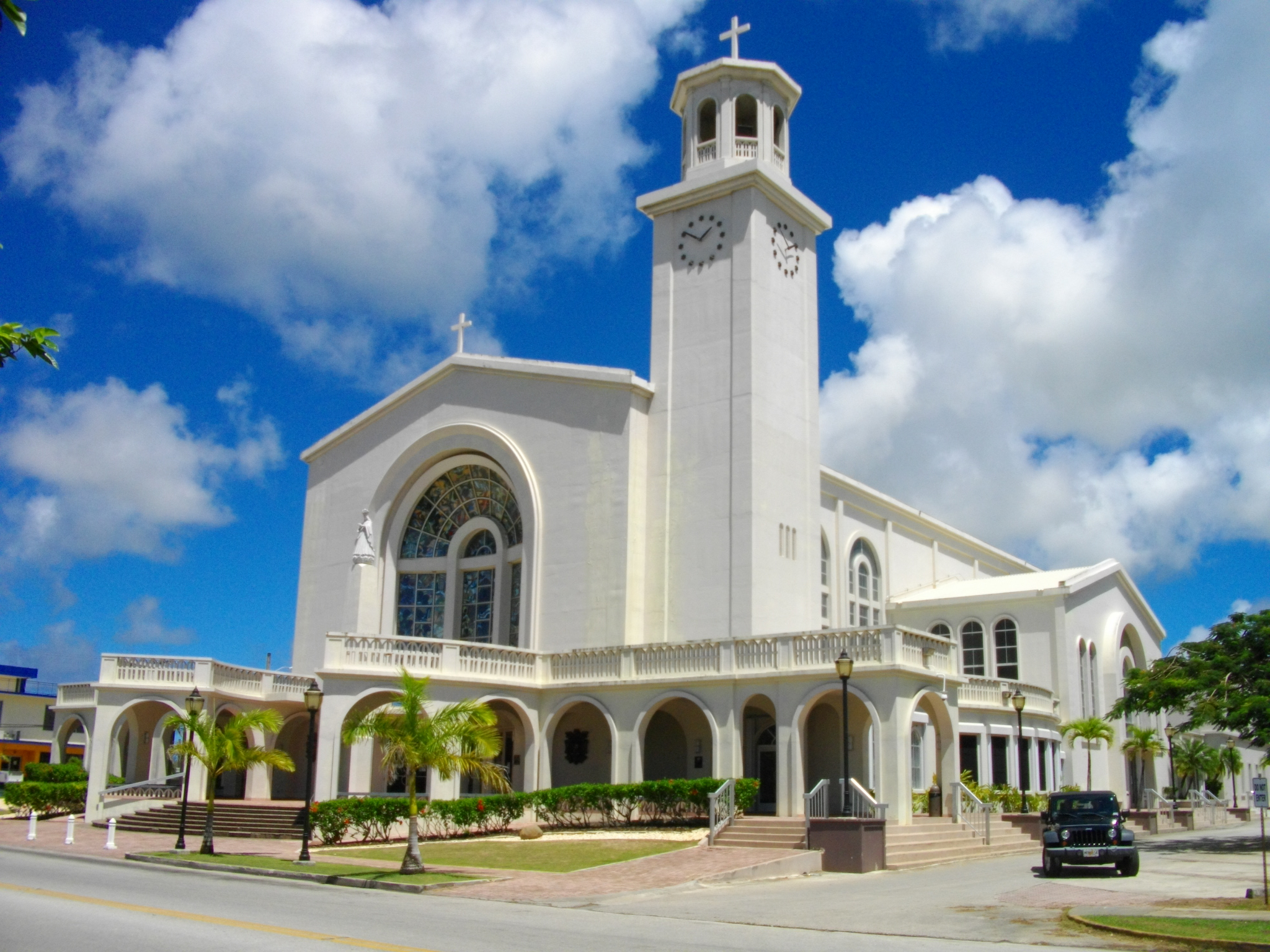
Кафедральная церковь Сладчайшего Имени Марии на Гуаме.

Римско-католическая церковь на Гуаме является частью всемирной Католической Церкви под духовным руководством Папы Римского и на местном уровне управляется архиепископом Хагатны. Католицизм на острове яаляется продуктом столетий испанского колониального контроля, поскольку остров был частью Испанской Ост-Индии с XVII века до 1898 года, пока Соединённые Штаты не приобрели его по итогам Испано-американской войны.
После того, как Гуам стал частью Соединённых Штатов, церковные власти США в сентябре 1902 года учредили Апостольскую префектуру Марианских островов. В 1911 году единая префектура была разделена на Апостольское викариатство Марианских и Каролинских островов и Апостольское викариатство Гуама, которое 14 октября 1965 года Святой Престол повысил до уровня епархии (епархия Аганья) и передал под управление Архиепископии Сан-Франциско. В 1984 году епархия была возведена в ранг архиепископии и митрополии.
Первым верховным понтификом, посетившим остров, был Папа Иоанн Павел II в 1981 году.

## Первая миссия на Гуаме

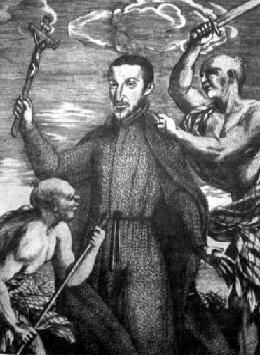
Мученичество блаженного Диего Луиса де Сан-Витореса.

Получив в Мексике от вице-короля Новой Испании денежные средства, миссионер Диего Луис де Сан-Виторес в 1668 году прибыл на Гуам. Когда он высадился возле деревни Хагатна, его встретил вождь Кепуха, который пожертвовал миссионеру землю для создания первой католической миссии на Гуаме. 2 февраля 1669 года Диего Луис де Сан-Виторес построил первую католическую церковь в Хагатне, назвав её в честь «Сладчайшего Имени Марии». После смерти в 1669 году Кепухи, принявшего крещение, отношения с местной общиной значительно ухудшились. В 1671 году началась война между испанскими колонизаторами и народом чаморро. Во время войны миссия, основанная Диего Луисом, подверглась нескольким нападениям, но сильно не пострадала. На следующий год, в 1672 году, Диего Луис построил ещё несколько церквей на Гуаме. В ходе их деятельности была проведена ненасильственная евангелизация и христианизация большинства коренных жителей чаморро. Католицизм также значительно расширился из-за большого количества филиппинских поселенцев, привезённых испанскими конкистадорами в качестве рабочей силы.
Во время своей миссионерской деятельности Диего Луис де Сан-Виторес столкнулся с противодействием местных языческих жрецов, которые всячески мешали ему в распространении католицизма на острове. В 1672 году на острове разразилась эпидемия чумы, во время которой погибло много местных жителей. Жрецы стали обвинять католических миссионеров в том, что они используют отравленную воду во время своих богослужений. 2 апреля 1672 года Диего Луис де Сан-Виторес был схвачен разъярёнными аборигенами и убит вместе со своим филиппинским помощником Педро Калунгсодом.
Смерть Диего Луиса де Сан-Витореса вызвала обширные репрессии против народа чаморро со стороны испанских войск. Эти репрессии привели к дальнейшему вооружённому противостоянию народа чаморро с испанскими колонизаторами, которое длилось следующие 25 лет.
6 октября 1985 года Диего Луис де Сан-Виторес был беатифицирован вместе с Педро Калунгсодом Римским папой Иоанном Павлом II. День памяти в Католической церкви — 6 октября.

## Святая Мария Камалинская

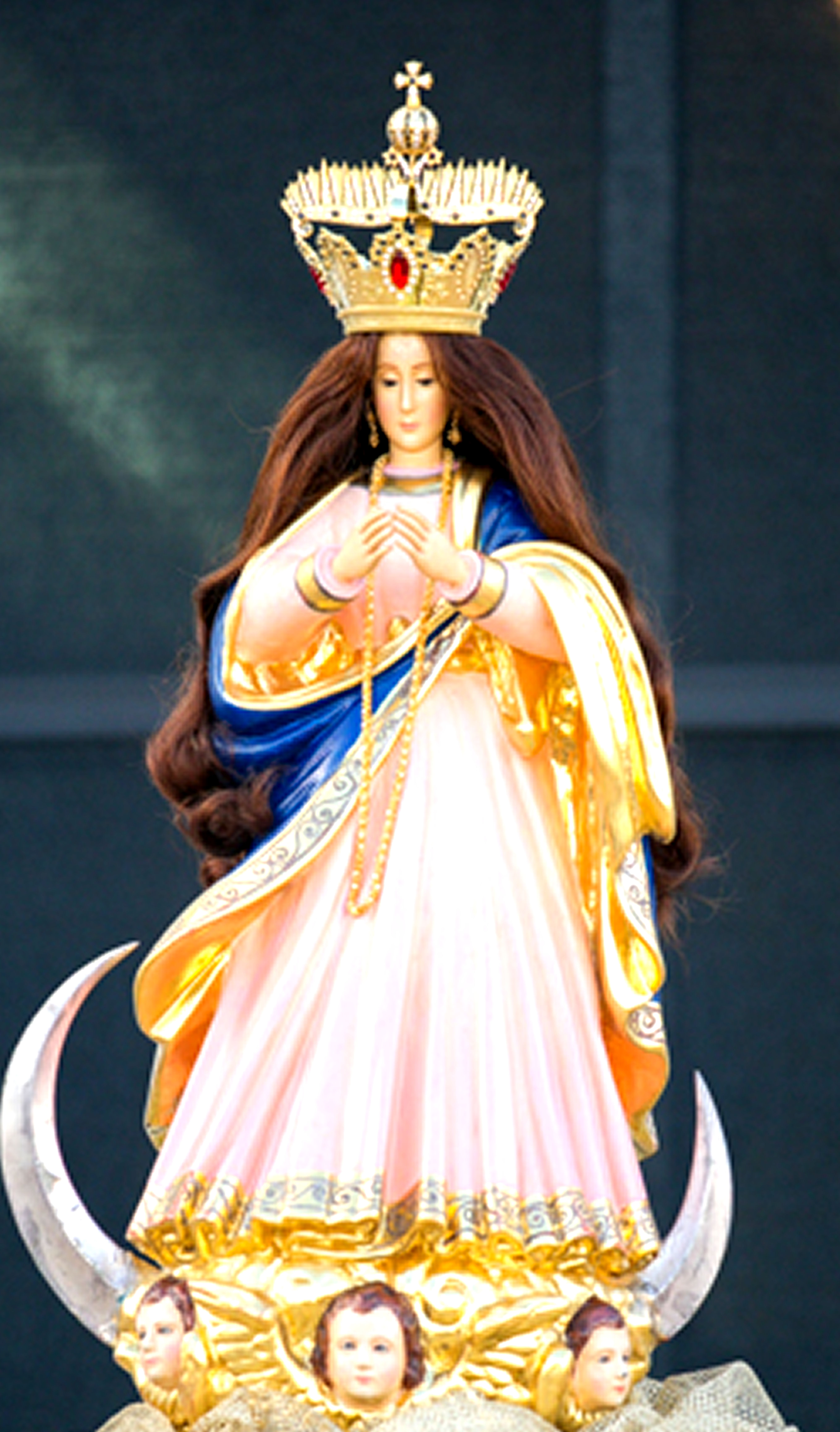
Святая Мария Камалинская

Покровительницей Гуама и Марианских островов является Святая Мария Камалинская (чаморро: Santa Marian Kamalen), чудотворный образ Пресвятой Богородицы, найденный рыбаком в водах у юго-западного побережья острова между XVII и XVIII веками. Праздник образа приходится на 8 декабря — праздник Непорочного зачатия Девы Марии — и объявлен государственным праздником на острове. Отмечается мессой и шествием вокруг Хагатны.